# The Little Willies

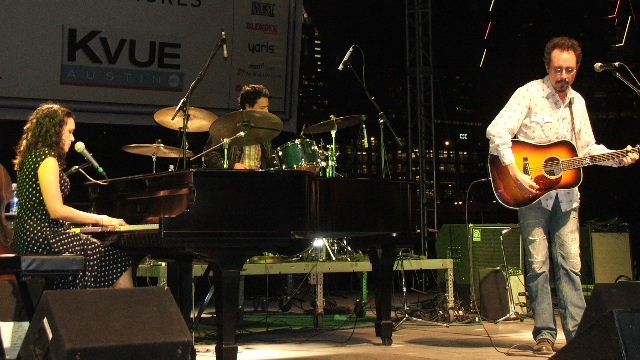
The Little Willies

The Little Willies es una banda formada el 2003 en la cual participa Norah Jones en el piano y la voz principal, Richard Julian como vocalista, Jim Campilongo en la guitarra, Lee Alexander en el bajo, y Dan Rieser en la batería.
El grupo se formó cuando cinco amigos tuvieron un primer concierto en el Living Room de Nueva York, como una excusa para tocar juntos. Después se dieron una serie de eventos incluyendo un concierto de beneficencia para la estación de radio pública WFUV. Al principio solo tocaban tributos a otros cantantes country, incluyendo a Willie Nelson, del cual sacaron el nombre del grupo, pero luego empezaron a componer canciones propias . Su primer álbum, titulado con el mismo nombre de la banda fue el paso definitivo a la fama.
En su álbum aparecen covers de diferentes artistas, como Hank Williams (I’ll Never Get Out), Willie Nelson (Gotta Get Drunk and Nightlife), Fred Rose (Roly Poly), Townes Van Zandt (No Place to Fall) and Kris Kristofferson (Best of All Possible Worlds). La fusión de material tributo con composiciones originales es lo que el crítico John Metzger describe como "una actuación afable que ocasionalmente consigue oro puro." 

## Discografía

### Álbumes
- The Little Willies (2006)

1. "Roly Poly" (Fred Rose)
2. "I'll Never Get Out Of This World Alive" (Fred Rose, Hank Williams)
3. "Love Me" (Jerry Leiber, Mike Stoller)
4. "It's Not You It's Me" (Richard Julian, Ashley Monroe)
5. "Best Of All Possible Worlds" (Kris Kristofferson)
6. "No Place To Fall" (Townes Van Zandt)
7. "Roll On" (Lee Alexander)
8. "I Gotta Get Drunk" (Willie Nelson)
9. "Streets Of Baltimore" (Tompall Glaser, Harland Howard)
10. "Easy As The Rain" (Richard Julian, Jim Campilongo)
11. "Tennessee Stud" (Jimmy Driftwood)
12. "Night Life" (Walter M. Freeland, Paul F. Buskirk, Willie Nelson)
13. "Lou Reed" (Lee Alexander, Richard Julian, Norah Jones)

- For the good times (2012)

1. "I Worship You"  (Ralph Stanley)
2. "Remember Me"  (Scotty Wiseman)
3. "Diesel Smoke, Dangerous Curves"  (Cal Martin)
4. "Lovesick Blues"  (Cliff Friend, Irving Mills)
5. "Tommy Rockwood" (Jim Campilongo)
6. "Fist City"  (Loretta Lynn)
7. "Permanently Lonely"  (Willie Nelson)
8. "Foul Owl On The Prowl" (Quincy Jones, Alan Bergman, Marilyn Bergman)
9. "Wide Open Road"  (Johnny Cash)
10. "For the Good Times" (Kris Kristofferson)
11. "If You've Got the Money I've Got the Time" (Lefty Frizzell, Jim Beck)
12. "Jolene" (Dolly Parton)